# Louis Ducruet
Louis Robert Paul Ducruet (* 26. listopadu 1992, Nemocniční centrum kněžny Grace) je syn princezny Stéphanie Monacké a Daniela Ducrueta.

## Mládí
Louis vyrostl v Monaco-Ville. Jeho rodiče, princezna Stéphanie Monacká a Daniel Ducruet, se vzali v roce 1995, ale o rok později se rozvedli. Několik let žil v Auronu ve Francii, pak se se svojí matkou a sestrami přestěhoval do oblasti Curychu. Po roce 2002 se se svou matkou a sestrami vrátil žít do Monaka.
Louis navštěvoval základní školu v Auronu. Poté navštěvoval Lycée français Marie Curie de Zurich. Střední vzdělávání dokončil v Lycée Albert Premier, kde v roce 2010 složil Baccalauréat. Univerzitní vzdělání zahájil na obchodní škole Skema Business School v Sophia Antipolis ve Francii. V roce 2015 promoval s bakalářským titulem v oboru sportovního managementu na Západokarolínské univerzitě v Cullowhee v Severní Karolíně.

## Kariéra a zájmy
Bezprostředně po střední škole nastoupil na letní brigádu do oddělení vodních sportů Société des bains de mer de Monaco (SBM). Stážoval pro AS Monaco FC a po získání titulu nastoupil na placenou pozici mezinárodního náboráře. Na začátku roku 2019 byl povýšen na asistenta viceprezidenta klubu Vadima Vasiljeva.
V roce 2013 se zúčastnil automobilového závodu „4L Trophy“. Závod byl dlouhý 6 000 km s výchozími body Poitiers a Saint-Jean-de-Luz. Trasa procházela Francií, Španělskem a Marokem. Louis a jeho spolujezdec Ronan Imbrosciano řídili auto vyzdobené v barvách a znaku Monackého rádia. Peníze získané z akce poskytují školní potřeby chudým marockým studentům. V roce 2022 byl vybrán do Forbes 30 pod 30 v Monaku.
K březnu 2016 jsou on a jeho otec Daniel Ducruet spolumanažery společnosti MONADECO se sídlem v Monaku.
Dne 26. října 2020 bylo oznámeno, že vstoupil do fotbalového klubu EFL Championship Nottingham Forest jako poradce pro mezinárodní projekty.

## Manželství a děti
Dne 12. února 2018 oznámil zasnoubení s dlouholetou přítelkyní Marií Hoa Chevallierovou (* 28. prosince 1992), Francouzkou vietnamského původu. Potkali se v prvním ročníku Grande école na SKEMA Business School. Chevallierová je absolventkou SKEMY, kde získala bakalářský titul v oboru obchodní administrativa, a specializuje se na francouzské vzdělávání a marketing na Západokarolínské univerzitě. Má kariéru jako koordinátorka akcí v luxusním pohostinství.
Občanská svatba se konala 26. července 2019 na monacké radnici. Církevní svatba se konala 27. července 2019 v katedrále Neposkvrněné Matky Boží.
Mají dceru Victoire Maguy Lam Huong Ducruetovou, která se narodila 4. dubna 2023 v 18:15 v Monaku. Čekají druhou dceru.